# 아옥 소쿤깐냐
아옥 소쿤깐냐(크메르어: ឱក សុគន្ធកញ្ញា, 영어: Aok Sokunkanha, 1987년 9월 14일 ~ )는 캄보디아의 가수이다. 캄보디아를 대표하는 현대 가수 가운데 한 사람으로서 라스메이 항 메아스 프로덕션을 통해 음반을 발표했다.
2017년 11월에는 조회 수가 1,100만회에 달했고 2018년 8월에 프레아프 소바트와의 콜라보레이션을 통해 출시된 싱글 음반의 조회 수가 2,000만회를 달성했다. 캄보디아의 여자 가수로는 최초로 조회 수 100만 회 이상을 돌파한 노래 50곡을 보유한 가수가 되었다.

## 출연 작품

### 솔로 앨범
- Bong chea avey
- 2013-Love Record
- 2014-Coffee shop girl
- 2015-Forever Love(ពេលបងចាស់ទៅ)
- 2016-KANHA-វ៉ែនតាខ្មៅ អាវស្បែក
- 2017-KANHA-ឆ្លើយសំណួរអូនសិន
- 2018-KANHA-កាត់ចិត្តបែបណា

### 라이브 공연
- Best of the Best: Live Concert is a concert performed annually
- Hang Meas Music Top Show: Live Concert
- The Voice Cambodia Tour Concert 2014
- Cambodian's Idol Tour Concert 2015
- Tour Concert (Tour Concerts are available on special events)

### 텔레비전 출연
- 코치 "The Voice Cambodia Season 1" 2014 동료와 높 바야리트 (Nop Bayyarith), 촌 소반나리아치 (Chhorn Sovannareach), 와 피치 소피아 (Pich Sophea)
- 판사 "Cambodian's Idol Season 1" 2015 동료와 항미앗 프로덕션 프레아프 소바트, 높 바야리트 (Nop Bayyarith) 와 촌 소반나리아치 (Chhorn Sovannareach)
- 코치 "The Voice Cambodia Season 2" 2016 동료와 높 바야리트 (Nop Bayyarith), 촌 소반나리아치 (Chhorn Sovannareach), 와 피치 소피아 (Pich Sophea)
- 판사 "Cambodian's Idol Season 2" 2016 동료와 항미앗 프로덕션 프레아프 소바트, 높 바야리트 (Nop Bayyarith) 와 촌 소반나리아치 (Chhorn Sovannareach)
- 코치 "The Voice Kid Cambodia Season 1" 2017 동료와 항미앗 프로덕션 프레아프 소바트 와 소콘 니사 (Sokun Nisa)
- 판사 "Cambodian's Idol Season 3" 2017 동료와 항미앗 프로덕션 프레아프 소바트, 높 바야리트 (Nop Bayyarith) 와 촌 소반나리아치 (Chhorn Sovannareach)
- 코치 "The Voice Kid Cambodia Season 2" 2018 동료와 항미앗 프로덕션 프레아프 소바트 와 소우스 비사 (Sous Visa)
- 판사 "X factor Cambodia Season 1" 2019 동료와 항미앗 프로덕션 케마라크 세레이문 (Khemarak Sereymum), 높 바야리트 (Nop Bayyarith) 와 속 세이라린 (Sok Seylalin)

### 영화
- Kmouch Pchea Bat (캄보디아 공포 영화) - 지원 역할 -
- Pdey Laor -주요 역할-
- Coffee Shop Girl - The Star (2013 SunSilk Movie) - 주요 역할 -
- Momeach Proleng Plarng (캄보디아 감정적인 영화) - 지원 역할 -